# Jean Asselborn
Jean Asselborn (Steinfort, 27 d'abril de 1949) és un jurista i polític luxemburguès, viceprimer ministre de Luxemburg del 2004 al 2013, sota el primer ministre Jean-Claude Juncker. Té el càrrec al govern de Luxemburg com a Ministre d'Afers Exteriors des de l'any 2004.

## Biografia
Després de sortir de l'escola a l'edat de 18 anys, Jean Asselborn va obtenir un Diploma de fi d'estudis secundaris de l'Ateneu de Luxemburg el 1976. A l'octubre de 1981, va ser guardonat amb un doctorat en dret judicial de la Universitat de Nancy II.
Jean Asselborn va iniciar la seva carrera professional en un laboratori d'Uniroyal el 1967. Va ser durant aquest temps quan es va involucrar activament en el moviment sindical i va ser escollit representant de la Federació de Treballadors de Luxemburg (Lëtzebuerger Aarbechterverband), precursor de l'actual sindicat OGBL.
Després d'obtenir el seu diploma de l'escola secundària, Jean Asselborn es va convertir en administrador de l'Hospital Intercomunitari de Steinfort (Hôpital intercommunal de Steinfort) el 1976, càrrec que va ocupar fins al 2004. El 1968, es va unir a l'administració municipal de la ciutat de Luxemburg, però després d'un any va tornar a Steinfort per treballar també com a funcionari. Durant el 1982 i el 2004 va ser alcalde de Steinfort.
A partir de juliol de 2004, Asselborn representa el govern de Luxemburg en el Consell de Ministres de la Unió Europea en les seves configuracions d'Afers Exteriors i Assumptes Generals. Durant escassos quinze dies del mes de juliol de 2004, exercí el càrrec de President de la Cambra de Diputats de Luxemburg. Jean Asselborn és actualment el ministre més longeu entre els ministres d'Afers Exteriors de la Unió Europea.